# Русское рукописное письмо

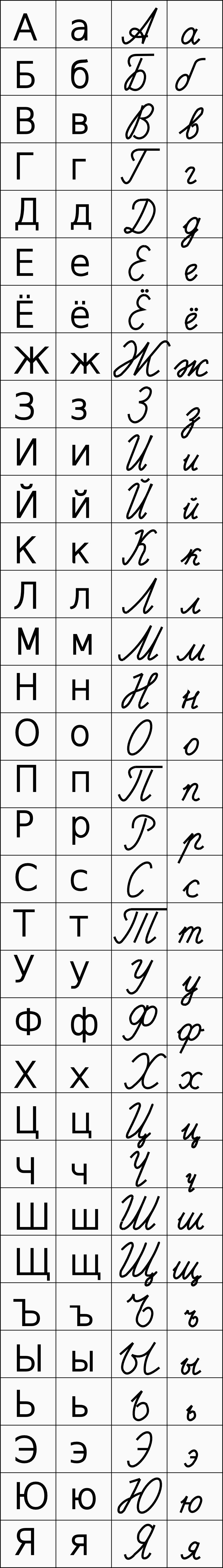

Русское рукописное письмо (русский рукописный шрифт; не совсем правильно русский курсив) — начертательная разновидность русского кириллического письма, используемая при связном письме рукой, а также при наборе специальными типографскими шрифтами, имитирующими такое начертание. Начертание букв значительно отличается от типографского шрифта. Русский печатный курсивный шрифт развился под влиянием рукописного письма.

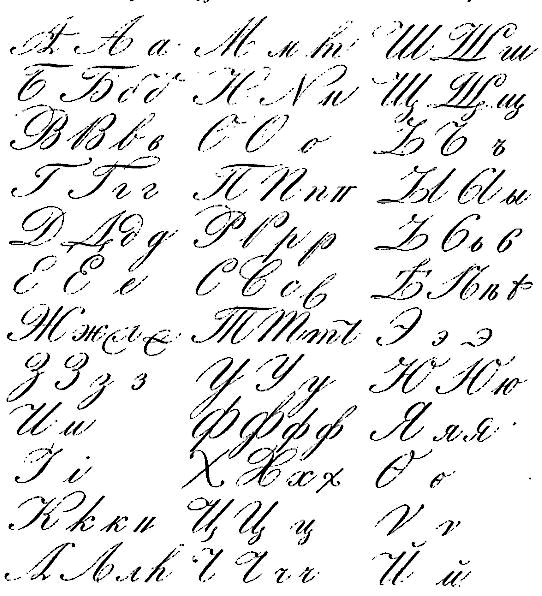
Русское рукописное письмо XIX века
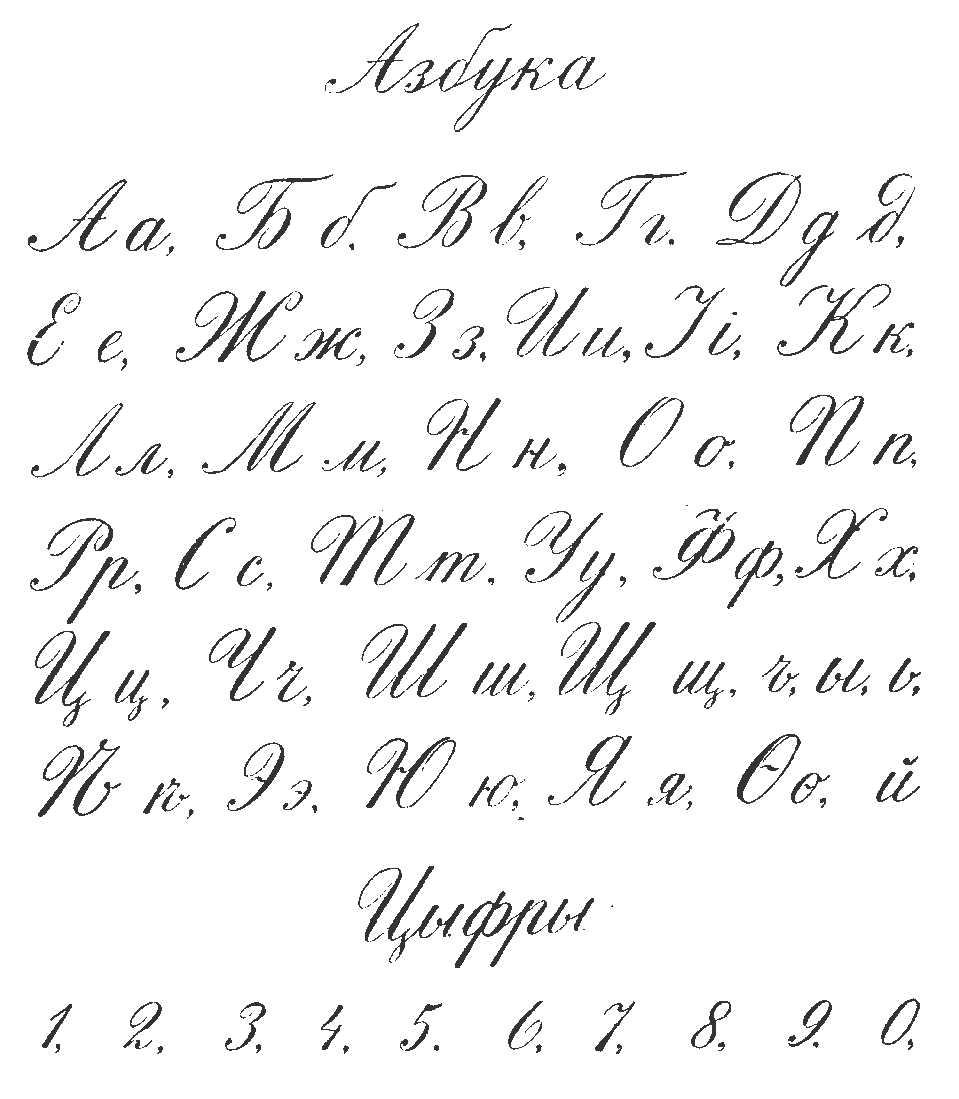
Русское рукописное письмо начала XX века
Современное русское рукописное письмо

Письмо осуществляется с наклоном, при этом буквы в словах соединяются между собой. Начертание заглавных и строчных букв различается. Для букв ъ, ь не существует заглавных вариантов, так как эти буквы никогда не встречаются в начале слова, а выделять слова написанием всеми заглавными буквами (как иногда бывает в типографском шрифте) не принято. Для буквы Ы заглавный вариант существует, но в русском языке употребляется очень редко — в иноязычных, преимущественно тюркских именах собственных: Ыгдыр, Ыйм и (в начале предложения) экзотизмах: ырамась, ынджера. Во многих неславянских рукописных шрифтах на основе кириллицы заглавная Ы встречается намного чаще.
В России рукописное письмо изучается в школе в первом классе.
При быстром письме иногда становятся неразличимы строчные формы букв:
- и, п, н, л, к
- у, ц
- ш, т, м
- с , е
- г, ч

Такие примеры порождают неоднозначность и затрудняют восприятие написанного. Иногда некоторые носители языка используют начертание « τ » для строчного т, начертание «д» для строчного g, подчёркнутое ш, надчёркнутое строчное для т и п, отрывные левые ножки у «л» и «м», крестообразное «х» и другие модификации.

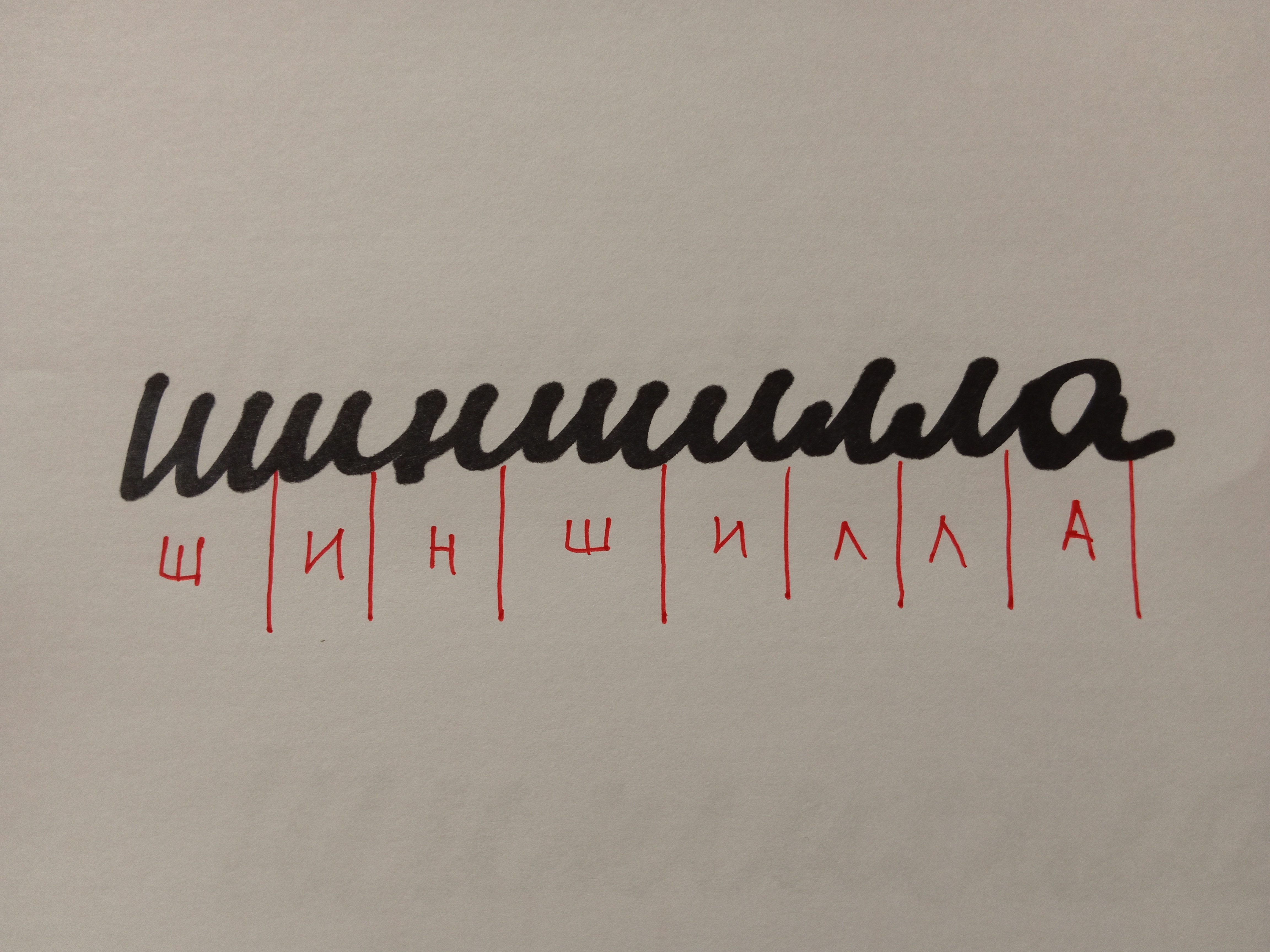
Слово "Шиншилла" с выделенными красным цветом печатным буквами

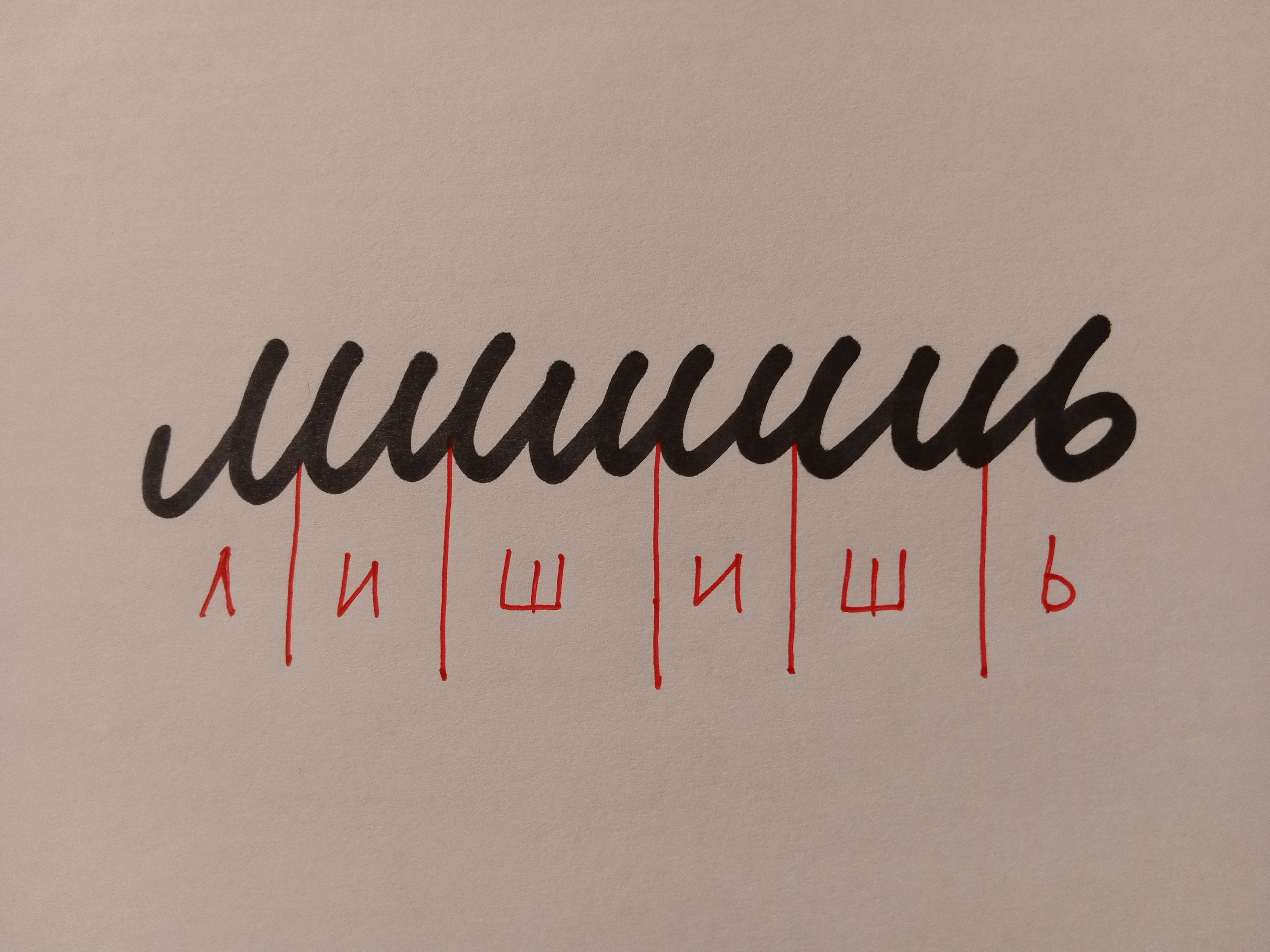
Слово "Лишишь"

Следует иметь в виду, что в европейских языках рукописное письмо называется с латинским корнем cursiv-: англ. cursive, исп. cursivo, в то время как «курсив» называется англ. italic.
Сербское рукописное письмо, также основанное на кириллице, имеет ряд отличий от русского рукописного письма.